# Interruptor unilateral de silici
Un interruptor unilateral de silici o, més conegut per les sigles en anglès, SUS (Silicon Unilateral Switch), és un dispositiu de tres terminals (ànode, càtode i comporta) el qual condueix en una sola direcció d'ànode a càtode quan el voltatge en el primer és major que en el segon. Presenta característiques elèctriques molt similars a la d'un díode de quatre capes, però, la presència de la terminal de comporta li permet controlar el seu voltatge de tret. Pel seu caràcter unidireccional és utilitzat per al control de SCR's i per al control de TRIACS.

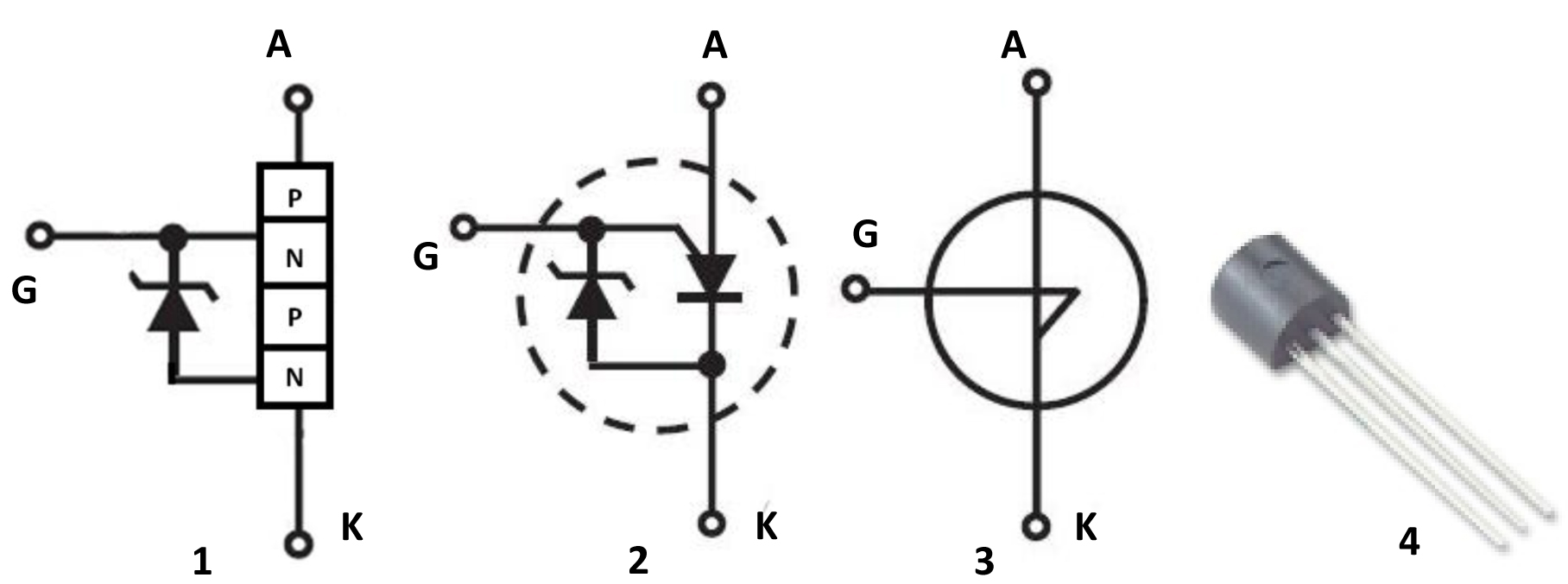
ESTRUCTURA I SIMBOLOGIA. 1. Es pot apreciar les 4 capes i la presència de la comporta a la Capa N a més del Zener entre comporta i càtode. 2 Circuit Equivalent d'un tiristor de porta d'ànode a què s'associa el Zener. 3. simbologia comú. 4.SUS en presència TO98.

## Estructura i simbologia
Aquest dispositiu presenta quatre capes de materials semiconductors en l'ànode es té la terminal de comporta, i un díode Zener de baix voltatge entre els terminals de comporta i càtode. És per això que moltes vegades és representat com un tiristor de porta d'ànode a què s'associa el Zener.

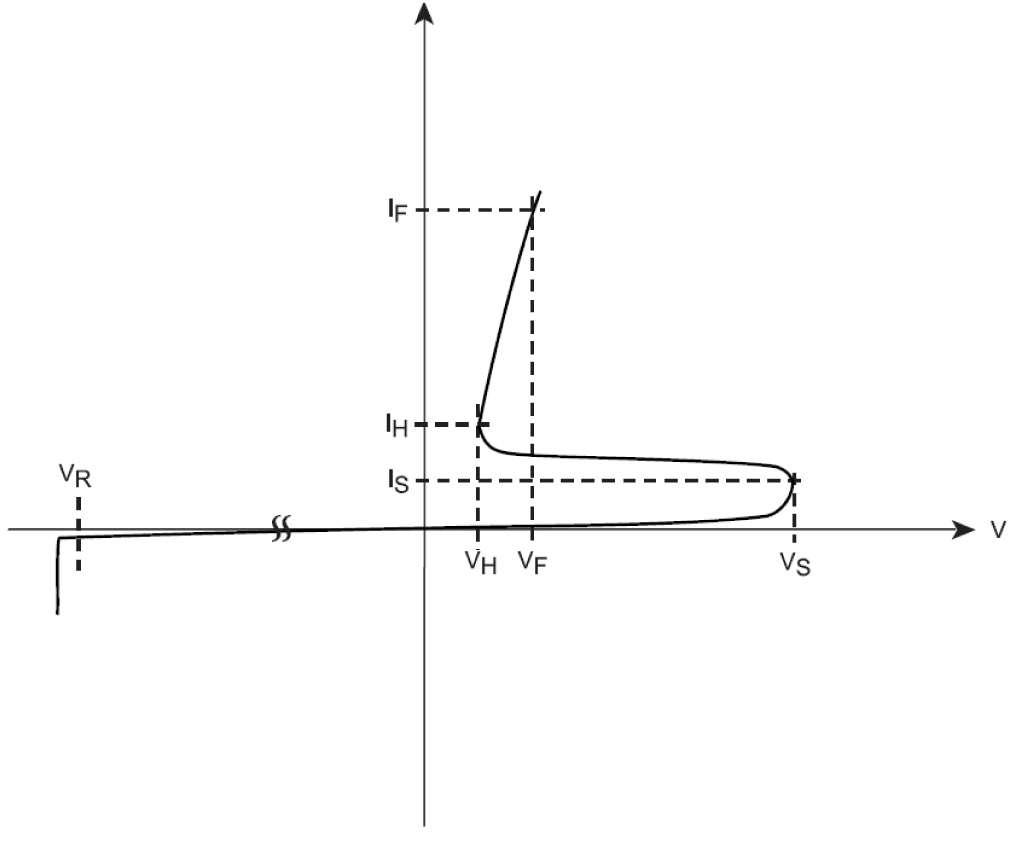
Corba de comportament del corrent en termes del voltatge.

## Comportament
Aquest dispositiu comença a conduir electricitat quan el voltatge entre ànode i càtode arriba a un valor en el qual típicament és de 6 a 10V. Després d'això el voltatge cau depenent del corrent de conducció. Cal destacar que aquest dispositiu seguirà conduint mentre es mantingui un voltatge per sobre de 0.7, i el corrent de conducció no caigui per sota del corrent de manteniment IH la qual, típicament, és de 1.5mA. En el cas que hi hagi una polarització inversa aquest dispositiu no condueix, però té un límit de voltatge invers anomenat VR, que pot estar al voltant dels 30V. Si se supera aquest voltatge llavors es destrueix el dispositiu.

### Efecte de la comporta
Si s'aplica una diferència de potencial entre la comporta i el càtode es pot modificar considerablement la corba d'operació del SUS. Una de les formes més clàssiques de fer això és mitjançant un díode Zener, entre la comporta i el càtode. D'aquesta manera, el voltatge de Tret (Vs) queda definit per:
Vs = Vz+0.6 V.
Del que s'ha explicat fins ara es pot dir que el SUS és similar al UJT, però el SUS es dispara a una tensió determinada pel díode Zener, i el seu corrent Is (corrent d'activació) és més gran i molt proper a IH (corrent de manteniment). Aquestes dades limiten la freqüència de treball de l'element per a valors alts i baixos.

## Disparador de tiristors en general
Mitjançant d'una configuració RC, es pot utilitzar aquest dispositiu per disparar tiristors com el SCR i també TRIAC. Si es carrega un condensador mitjançant una resistència variable de manera que el condensador abasti el voltatge de tret del SUS en un temps RC, quan aquest voltatge és assolit, el condensador es descarregarà mitjançant del SUS. D'aquesta manera es produirà un pols de voltatge en una resistència, la qual estarà connectada a la comporta de tiristor. Aquest pols serà de molt curta durada, ja que només es manté mentre el condensador lliuri un corrent major a la de manteniment i, com ja s'ha dit, en aquests dispositius aquest corrent és força elevat. La resistència variable permet variar el temps de càrrega del condensador i amb això el temps de tret. Per utilitzar aquesta configuració és fonamental el paràmetre Vo, que és el voltatge pic produït per SUS en la resistència, aquest factor és crucial, ja que si no es té la suficient potència no es podrà activar el tiristor.

### Disparador de TRIAC
Un circuit per a control de TRIAC mitjançant SUS (veure figura) funciona de la següent manera. Una font AC connectada a un pont rectificador, lliura un voltatge rectificat a un condensador C. Aquest voltatge tendirà a seguir el voltatge del pont amb un endarreriment de posició, determinat per una resistència de càrrega R2 en sèrie amb el condensador. En algun moment del semi-cicle el voltatge del condensador arribarà el voltatge de tret del SUS. En aconseguir aquest voltatge el SUS es dispara i permet que el condensador es descarregui a través del debanament primari d'un transformador.
Aquesta descàrrega del condensador C1 produeix un impuls de corrent en el debanament primari del transformador fins que el condensador es descarregui al punt de no poder lliurar un corrent igual al de manteniment SUS.
En el secundari es produeix un corrent que va directe a la comporta del TRIAC, la qual l'activa. Cal destacar que el corrent va sortint de la comporta, això s'aconsegueix invertint el secundari. Aquesta acció permet que el TRIAC es dispari en el segon i tercer quadrant, és a dir, per un corrent negatiu i polarització directa i inversa de terminals.
Si no es col·loqués el SUS, els angles de trets serien diferents entre els semicicles positius i negatius de la càrrega, ja que, cal recordar que, el TRIAC s'encén depenent de la polarització dels SUS terminals i del sentit del corrent a la base. No obstant això, com el SUS fa un pols que evita que l'TRIAC detecti una corba suau d'elevació de corrent, amb això s'evita que es dispari en angle diferent.

### Tret de SCR

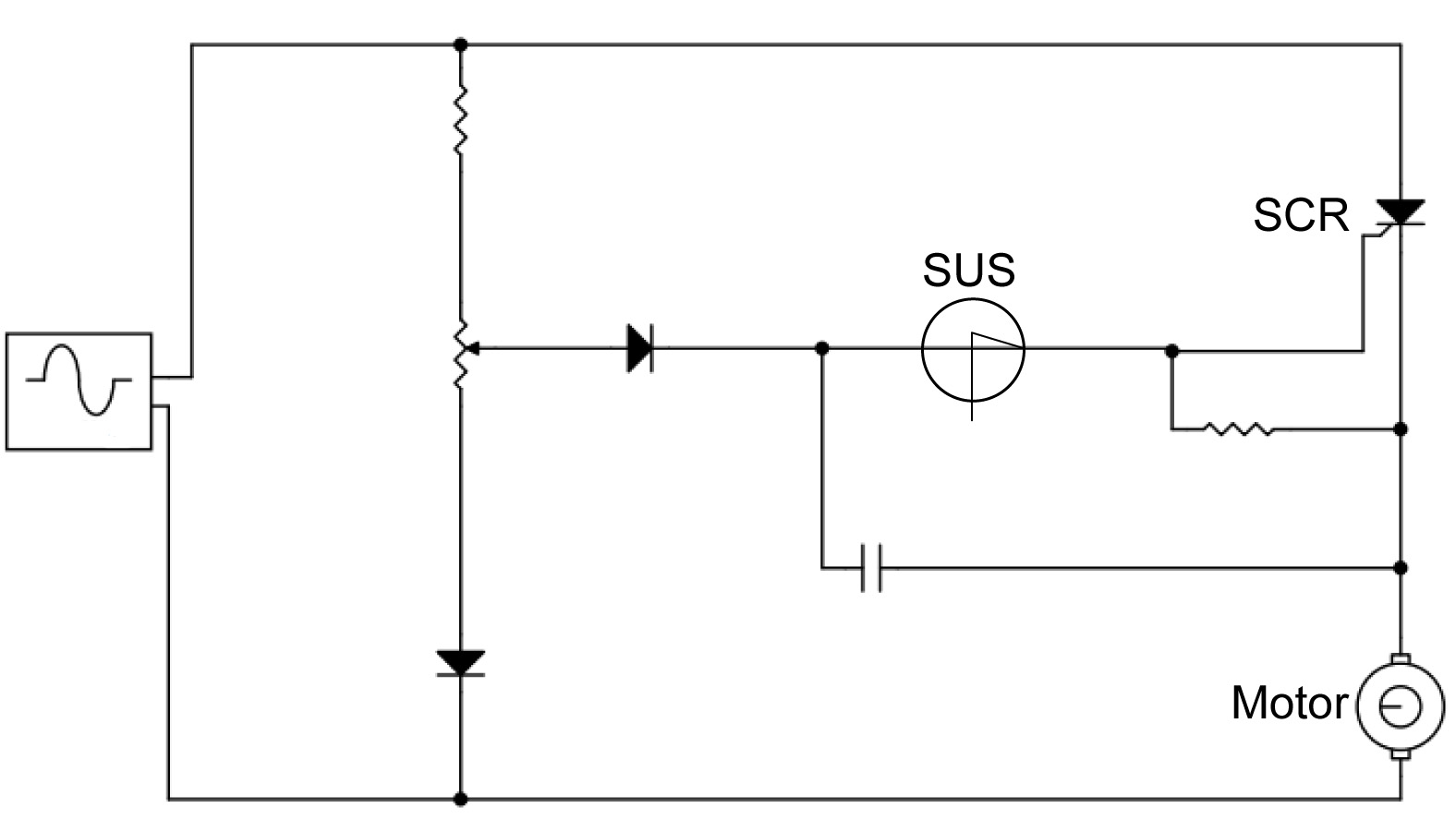
Control de SCR

En aquest circuit de la figura "Control de SCR" es torna a observar la Configuració RC per controlar el temps de tret del SUS, aquest en disparar-se activa el SCR, però a diferència del TRIAC aquest es desactiva per al semicicle negatiu, ja que per la presència dels díodes només es dispara el SUS i amb això el SCR per al semicicle positiu.

## Full de dades
A continuació, es presenten els criteris rellevants que es poden trobar en datasheets dels SUS, els valors mostrats són per a la família 2N4987, 2N4989, 2N4989 i 2N4990:
- Tensió de tret Vs = 6 a 10V
- Corrent en el moment de tret Is = 0.5 mA
- Tensió de Manteamiento VH = aproximadament 0.7 a 25 °C
- Corrent de manteniment IH = 1.5 mA Max.
- Caiguda de tensió directa (per If = 200mA) = 1.75V
- Tensió Inversa VR = 30V
- Pic dels impulsos V0 = 3.5 V min
- Temperatura de juntura Tj -65 a 125 °C

D'aquests criteris s'observa que aquest dispositiu opera per baixos valors de corrent i de voltatge, de fet, el màxim corrent que aquest dispositiu maneja no és més d'1 A.